# فول مدمس
الفُول المُدَمَس أكلة شعبية مِصريَّة الأصل، (باللغة القبطية: ⲫⲉⲗ: فِل)، أو ببساطة فول، عبارة عن يخنة من الفول (الباقلاء) المطبوخ يقدم مع زيت الزيتون والكمون واختياريًّا مع البقدونس المفروم والثوم والبصل وعصير الليمون والفلفل الحار وغيرها من الخضروات والأعشاب والتوابل. يتم تحضير الفول بشكل تقليدي وتقديمه في إبريق معدني كبير. وهو من الأطعمة الأساسية في مصر ويعتبر طبقًا وطنيًا، خاصة في مدينتي القاهرة والجيزة الشماليتين. يمكن العثور على الفول في بعض الأحيان في مطابخ أخرى في الوطن العربي، على الرغم من طهيه بشكل مختلف، وطبق أساسي على المائدة السعودية في وجبة الإفطار، وتختص مطاعم بتقديم هذه الأكلة صباحًا.

## المعلومات الغذائية
تحتوي كل حصة من الفول المدمس على 418 سعرة حرارية و22 غ من الدهون معظمها غير مشبعة. كما أنها تحتوي على 15 غ من البروتينات ويعتبر هذا الطبق غني بالألياف الغذائية وهو نوع من أنواع البقوليات وبالتالي له من الفوائد الغذائية ما لجميع البقوليات حيث أنها تحتوي على نسبة مرتفعة جداً من البروتين وتعدّ بديلاً اقتصادياً عن اللحوم. الجدول التالي يوضح النسب المئوية للماء والمواد المغذية في عدة أنواع بقولية.
| اسم الثمرة   | ماء   | بروتين  | دسم   | نشويات  |
| ------------ | ----- | ------- | ----- | ------- |
| فول طازج     | 82-90 | 2,5-6   | 0,3   | 6,5-8,5 |
| فول جاف      | 11-14 | 24-26   | 1,5-2 | 47-55   |
| بازلاء طازجة | 80    | 2,5-6,5 | 0,5   | 4-12,5  |
| بازلاء جافة  | 14    | 23      | 2     | 53      |
| حمص          |       | 20,5    | 4,8   | 61      |
| عدس          | 12    | 26      | 2     | 53      |
| فول الصويا   | 10    | 34      | 19    | 27      |
| فول سوداني   | 2     | 24      | 50    | 22      |
| لوبياء       | 15    | 38      | 4     | 25      |

## تاريخ
اقترح بعض المؤرخين أن الفول يعود تاريخه إلى مصر القديمة.
بعض الأدلة على استخدام الفول هي مخبأ يحتوي على 2600 حبة من الفول المجفف تم اكتشافه في موقع من العصر الحجري الحديث في ضواحي مدينة الناصرة الفلسطينيَّة.
وقد ورد ذكر هذا الطبق في التلمود المقدسي اليهودي مما يدل على أنه كان يستخدم في دول القرن الأفريقي والشرق الأوسط منذ القرن الرابع الميلادي. على الرغم من وجود طرق لا حصر لها لتزيين الفول، إلا أن الوصفة الأساسية تظل كما هي. بمجرد طهي الفول، يتم تمليحه وتناوله عاديًا أو مصحوبًا بالزيت النباتي وزيت الذرة والزبدة والحليب وصلصة البشاميل واللحم البقري المقدد (البسطرمة) والبيض المقلي أو المسلوق وصلصة الطماطم وصلصة الثوم والطحينة. أو عصير الليمون الطازج أو الفلفل الحار أو غيرها من المكونات.
في العصور الوسطى، كان صنع الفول في القاهرة حكرًا على الأشخاص الذين يعيشون حول حمامات الأميرة، وهو حمام عام في مجمع صغير بالقرب من النافورة العامة الحالية لمحمد علي باشا، وهو مبنى يقع شمال مئذنتين المسجد الأنيقتين في مسجد السلطان المؤيد فوق بوابة باب زويلة من القرن الحادي عشر. خلال النهار، يقوم عمال الحمام بإشعال النيران لتسخين القدرة، وهي أوعية ضخمة من ماء الاستحمام. كان الخشب نادرًا، لذلك تم استخدام القمامة كوقود وفي النهاية نما مكب نفايات حول الحمامات. وعندما أُغلقت الحمامات، استمر جمر النيران الأحمر في الاشتعال. وللاستفادة من هذه النيران الثمينة، تم ملء القدور الضخمة بالفول، وظلت هذه القدور تغلي على نار هادئة طوال الليل، وفي النهاية طوال اليوم أيضًا، من أجل توفير وجبة الإفطار لسكان القاهرة، كانت محلات الطبخ في جميع أنحاء القاهرة ترسل أتباعها إلى حمامات الأميرة لشراء الفول بالجملة.
يتم تحضير الفول المدمس من الحبة الصغيرة المستديرة المعروفة في مصر باسم فول الحمام ("فول الحمام"). يتم طهي الفول حتى يصبح طريًّا جدًّا. الأنواع الأخرى من الفول التي يستخدمها الطهاة المصريون هي الفول الرومي ("الفول الروماني"، أي "الفاصوليا الأوروبية العريضة")، والفاصوليا الكبيرة على شكل الكلى، والفول البلدي ("الفاصوليا الريفية"، وهي متوسطة الحجم). فول النابت (القبطية: ⲫⲉⲗⲉⲧⲣⲏⲧ، الفلترات) عبارة عن براعم الفول، والفول الأخضر ("الفول الأخضر") عبارة عن حبوب فول طازجة، والفل مدشوش ("الفول المطحون") عبارة عن حبوب فول مطحونة مطحونة.

## في الدول الأخرى
تم تصدير الفول من مصر إلى أجزاء أخرى من العالم العربي، بالإضافة إلى أجزاء أخرى من أفريقيا وآسيا، ولكن خصوصًا إلى العراق وبلاد الشام والمملكة العربية السعودية واليمن والصومال وجيبوتي وإثيوبيا، إريتريا والسودان والمغرب وليبيا.

### الشرق الأوسط

#### سوريا
الفول هو طبق إفطار شعبي في سوريا، وخاصة حلب. يُترك الفول على نار خفيفة في مرطبانات نحاسية كبيرة طوال الليل، ليتم تقديمه من صباح اليوم التالي؛  يسبح الفول في الطحينة وزيت الزيتون، مع القليل من معجون الفلفل الأحمر (المصنوع من الفلفل الحلبي) فوق الجزء العلوي.

#### الأردنوفلسطين
في الأردن و فلسطين، يُصنع الفول تمامًا مثل الحمص على شكل غموس، وعادةً ما يُصنع من الطحينة والثوم والطماطم وعصير الليمون والكمون المطحون وزيت الزيتون والفلفل الأخضر والملح.

#### السعودية
طبق أساسي على المائدة السعودية في وجبة الإفطار، وتختص مطاعم بتقديم هذه الأكلة صباحًا، الفول السعودي له طريقة مميزة مختلفة عن الفول المصري في مكوناته، مثل الفول بالكشنة السعودية على غرار البيتزا الأميركية.
يتم استهلاك الفول المدمس كجزء من حمية الصوم الكبير من قبل المجتمعات المسيحية في الدول العربية

### شمال أفريقيا

#### المغرب
يُعرف الفول في المغرب باسم البصارة ويتكون من الفول والبازلاء الخضراء (المعروفة محليًا باسم الجلبانة) المسلوقة مع الثوم وتقدم مع الكمون والتوابل. تحظى بشعبية خاصة في شمال البلاد ويتم تناولها خلال أشهر الشتاء الباردة.

### شبه الجزيرة الصومالية (القرن الأفريقي)

#### إثيوبياوإريتريا
الفول المدمس هو أحد الأطباق القليلة التي لا يتم تناولها مع خبز يشبه الفطيرة يسمى العنجيرة ولكن يتم تقديمه مع خبز دقيق القمح. غالبًا ما توفر الأماكن التي تقدم خبز الفول والدقيق المصاحب له مطبخًا مشتركًا للعملاء الذين يسعون إلى خبز مثل هذه الأنواع من الخبز نظرًا لأن خبز الدقيق ليس نموذجيًا في النظام الغذائي الإثيوبي أو الإريتري. يتم تغطية الفول أو خلطه بمزيج من الزيت وتابل البربري.

#### الصومال
في الصومال، يعتبر الفول عنصرًا أساسيًا في طعام الإفطار. غالبًا ما يتم تقديمه مع البيض أو الخبز أو الخبز المسطح المسمى خبز اللحوح (أصل خبز اللحوح من جنوب شبه الجزيرة العربية). وهو يشبه إلى حد كبير الأطباق المصرية والسودانية والسعودية، ولكنه عادةً ما يكون أكثر توابلًا بسبب استخدام الصوماليين لخليط بهارات السواش (الكمون، الكزبرة، الفلفل، الحلبة، الكركم، الزنجبيل، الهيل، القرنفل، جوزة الطيب، والزعفران).

### جنوب أوروبا

#### مالطا
في مالطا، عادة ما يرتبط (فول بت توم): (الفول مع الثوم) بالصيام أثناء الصوم الكبير والجمعة العظيمة. ينقع الفول في الماء طوال الليل، ثم يُطهى في الزيت مع الثوم والنعناع الطازج أو المجفف، ثم يُتَبَّل بزيت الزيتون أو الخل قبل التقديم.

### جنوب آسيا

#### ماليزيا
وقد انتقلت الوجبة أيضًا إلى ماليزيا، ولا سيما ولاية جوهور، وسنغافورة حيث تم تعديلها إلى الوصفة المحلية لحوض كاكانغ، والتي تتضمن السمن بدلاً من الزيت واللحم المفروم. تتم أيضًا إضافة الفاصوليا والفاصوليا المطبوخة لإضفاء المزيد من القوام على الطبق.

## معرض الصور

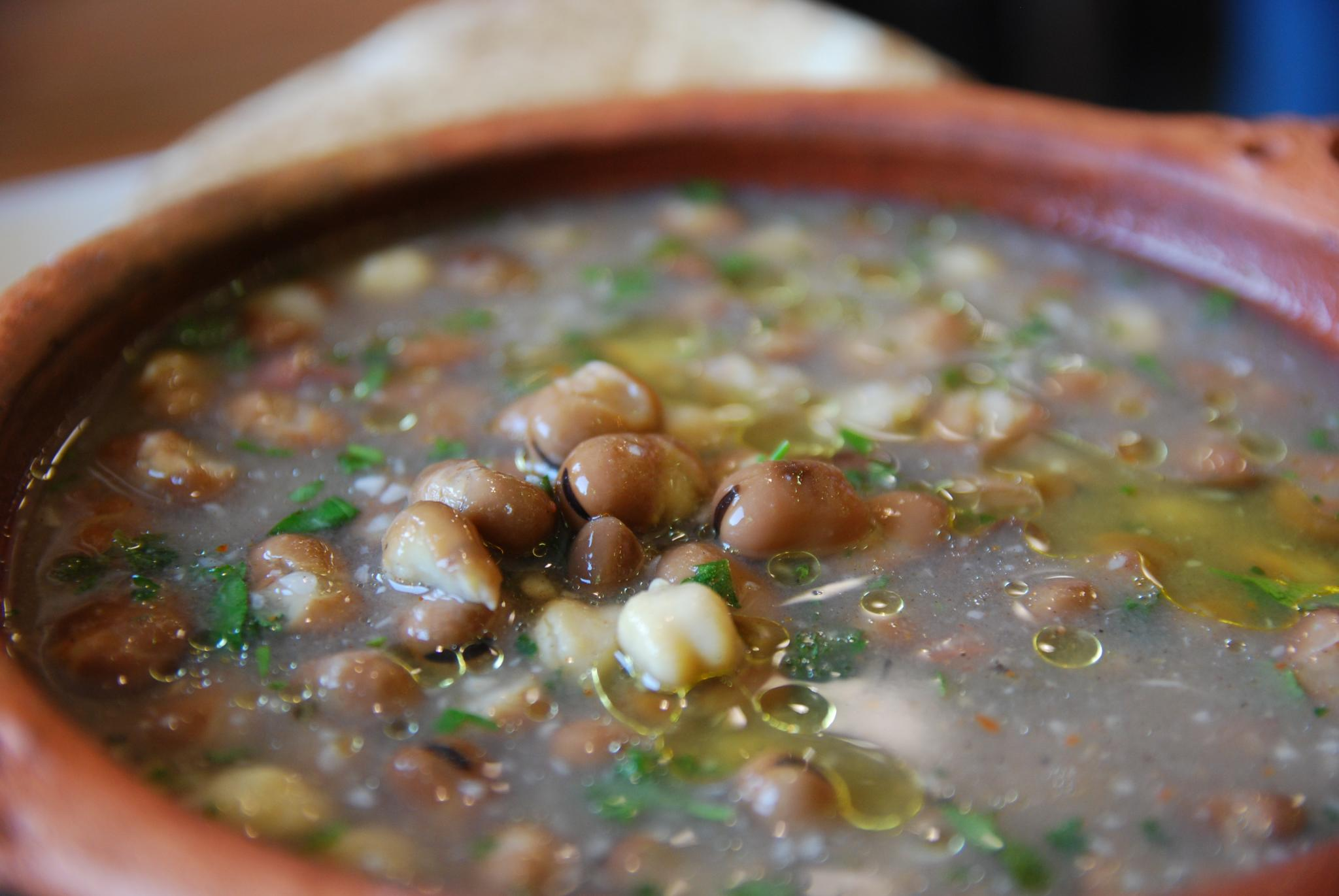
فول مدمس
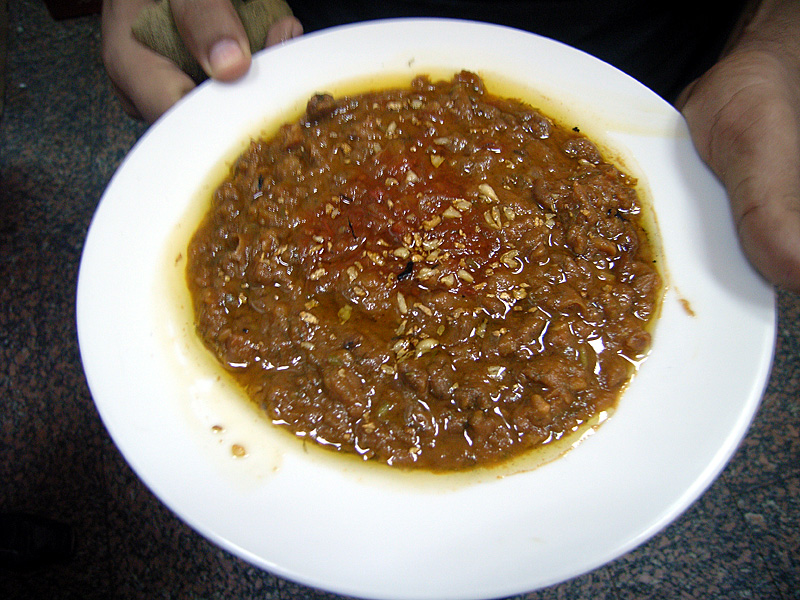
فول مصري بالزيت
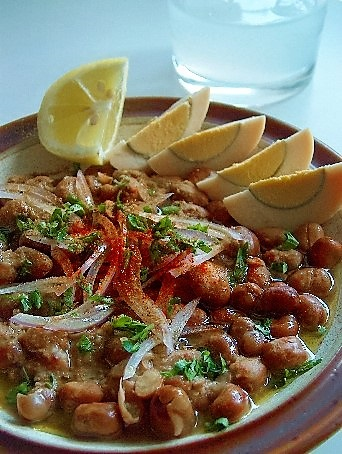
طبق فول مع البيض.
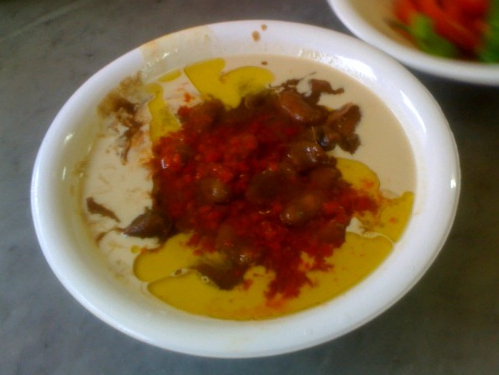
فول مدمّس حلبي
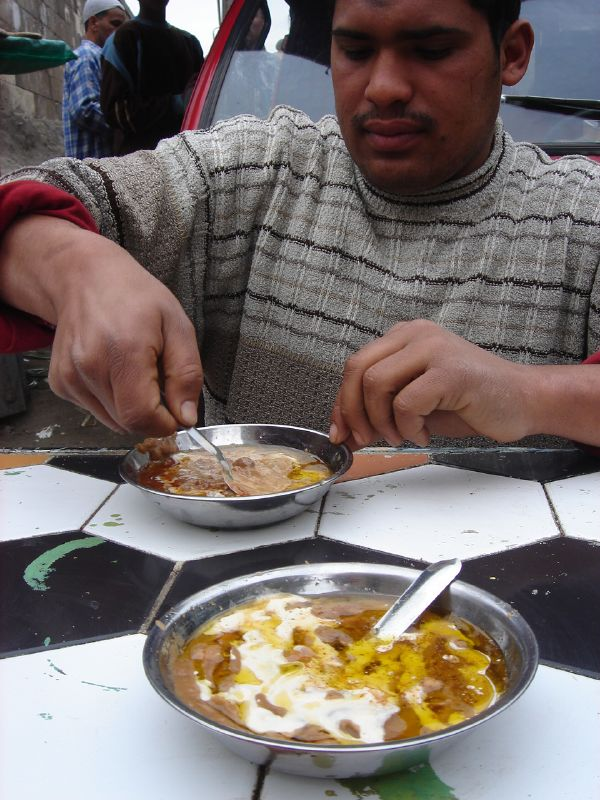
فول مصري
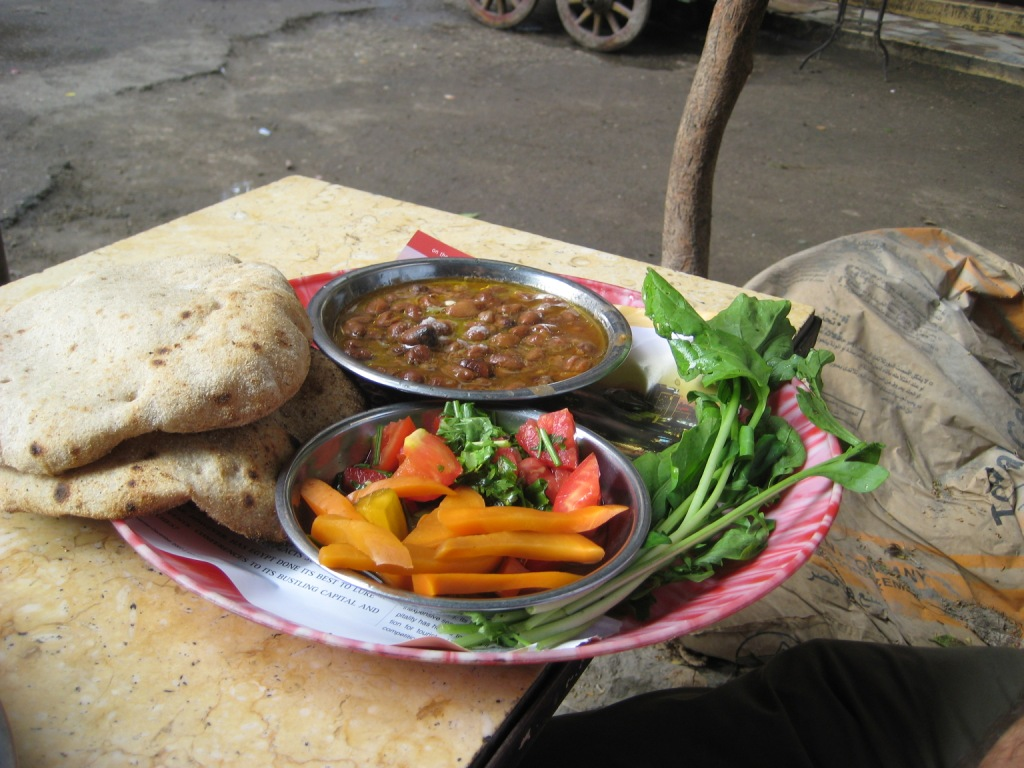
فول مدمّس مصري
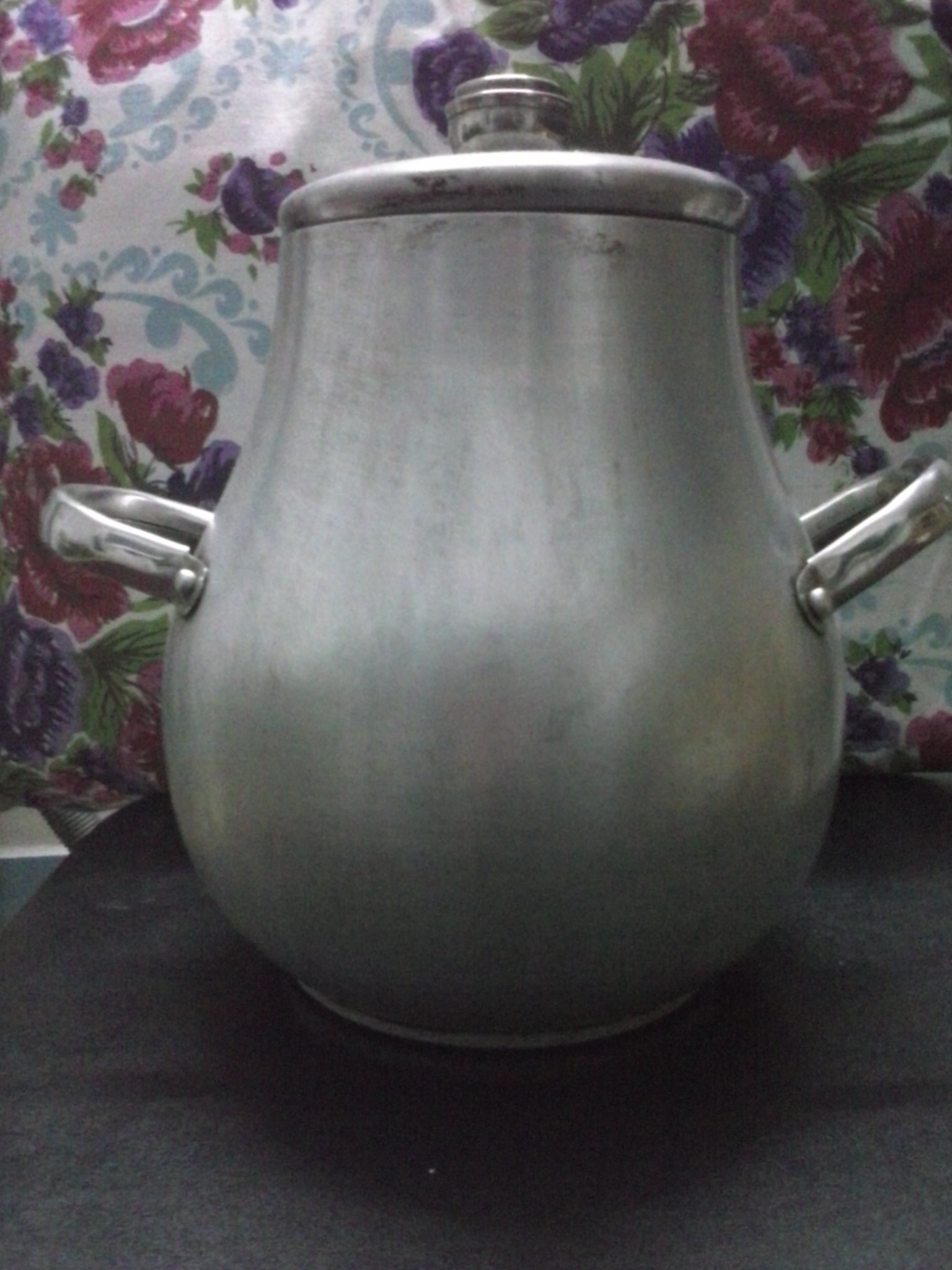
إناء تقليدي مصري منزلي لطهي الفول المدمس

## أنظر أيضًا
- التدميس
- البلابي (البلبي)
- اليخنة

## روابط خارجية
- [https://www.youtube.com/watch?v=طريقة طريقة الفول المدمس زي العربيات بالظبط

```
.] على 
يوتيوب
```